# Ciakar (Cijulang)
Ciakar is een bestuurslaag in het regentschap Ciamis van de provincie West-Java, Indonesië. Ciakar telt 2438 inwoners (volkstelling 2010).